# Big Trouble (film, 2002)
Pour les articles homonymes, voir Big Trouble.
Pour plus de détails, voir Fiche technique et Distribution.
Big Trouble est un film américain réalisé par Barry Sonnenfeld et sorti en 2002.

## Synopsis
Renvoyé du Miami Herald, Eliot Arnold travaille désormais dans une agence de communication. Cependant, il rêve toujours d'être journaliste. Son fils, Matt, n'est qu'un fainéant. Matt est ami avec Jenny Herk. La mère de cette dernière, Anna, s'est remariée avec Arthur, un homme qui drague sans arrêt Nina, leur domestique. Arthur l'ignore, mais sa tête est mise à prix : deux tueurs à gages, Henri et Leonard, sont chargés de l'éliminer.

## Fiche technique
- Titre original : Big Trouble
- Réalisation : Barry Sonnenfeld
- Scénario : Robert Ramsey et Matthew Stone, d'après le roman Big Trouble de Dave Barry (en)
- Direction artistique : J. Mark Harrington
- Décors : Garreth Stover
- Costumes : Mary E. Vogt
- Photographie : Greg Gardiner
- Montage : Steven Weisberg
- Musique : James Newton Howard et Trevor Morris (assistant)
- Production : Tom Jacobson, Barry Josephson et Barry Sonnenfeld
  - Producteur délégué : Jim Wedaa
  - Coproducteur : Graham Place
  - Producteur associé : Chris Soldo
- Sociétés de production : Touchstone Pictures, The Jacobson Company, Sonnenfeld Josephson Worldwide Entertainment et Sundale Productions Inc.
- Distribution : Buena Vista Pictures (États-Unis), Touchstone (France, DVD)
- Budget : 40 millions de dollars[1]
- Effets spéciaux : Industrial Light & Magic
- Genre : Comédie noire
- Durée : 85 minutes
- Dates de sortie[2] :
  - États-Unis : 5 avril 2002
  - France : 3 août 2005[3] (sortie en DVD)

## Distribution
- Tim Allen (VFB : Franck Dacquin) : Eliot Arnold
- Rene Russo (VFB : Stéphane Excoffier) : Anna Herk
- Stanley Tucci (VFB : Daniel Nicodème) : Arthur Herk
- Tom Sizemore (VFB : Patrick Descamps) : Snake Dupree
- Johnny Knoxville  : Eddie Leadbetter
- Dennis Farina (VFB : Alain Louis) : Henry Desalvo
- Jack Kehler (VFB : Peppino Capotondi) : Leonard Ferroni
- Patrick Warburton (VFB : Robert Dubois) : l'agent Walter Kramitz
- Zooey Deschanel  : Jenny Herk
- Ben Foster  : Matt Arnold
- Janeane Garofalo (VFB : Carole Baillien) : l'officier Monica Romero, police de Miami
- Jason Lee (VFB : Nessym Guetat) : Puggy
- Daniel London : John / Ivan
- DJ Qualls : Andrew
- Andy Richter : Jack Pendick / Ralph Pendick
- Sofía Vergara : Nina
- Omar Epps (VFB : David Pion) : l'agent du FBI Alan Seitz
- Dwight Heavy D Myers (VFB : Arnaud Leonard) : l'agent du FBI Pat Greer
- Sid Raymond : Airplane Retiree #2
- Jon Kasdan : le stagiaire de Jack Pendick

doublage
- Studio : Dubbing Brothers Belgique
- Direction artistique : Daniel Nicodème
- Adaptation : Bruno Chevillard